# 閃-hirameki-
閃-hirameki-（ひらめき）は、日本のロックバンドである。2009年4月結成。

## メンバー
- Vocal ： Jouei（じょうえい）
- Guitar ： Hiz（ひず）
- Bass ： 東京太郎（とうきょうたろう）
- Keyboard ： MANABU（まなぶ）
- Drums ： 静流（しずる）

## 概要
- 2009年3月にKADOKAWAから発売されたPlayStationのゲームソフト「REAL RODE」のエンディングテーマ「未来創」をGu.Hizが制作。
以前から交流のあったJoueiに歌と歌詞制作を依頼。バンドサウンドを追求するためBa.yac、Dr.Tsukiが加入。
「REAL RODE」発売後の4月、「閃-4-AIM（ひらめきフォーエイム）」として正式始動となる。
- 同年11月、ミニアルバム「S.O.W」発売。
- 2010年03月04日〜3月9日 ： 大塚RED-Zoneにて6 Daysライブを行う。
- 2010年3月31日 ： Jouei KONAMIアーケード音楽ゲーム「pop'n music 18 せんごく列伝」にて「紅ノ桃」を担当。[1]
- 2010年04月09日 ： SHIBUYA BOXXにてワンマンライブを行う。
- 2010年06月14日 ： 大塚RED-ZoneにてDr.Tsuki脱退
- 2010年07月14日 ： 大塚RED-ZoneにてBa.yac脱退
- 2010年10月14日 ： 「閃-hirameki-」と改名し再始動
- 2012年02月06日 ： Dr.静流 加入
- 2012年06月10日 ： タイ・バンコクでのライブ
- 2012年08月05日 ： タイ・バンコクでのライブ
- 2012年10月19日 ： Club Edge 六本木活動休止
- 2014年10月26日 ： Ba.東京太郎、Key.マナブ 加入。高円寺HIGHにて5人での活動開始
- 2015年01月11日 ： 群馬・高崎club FLEEZにてライブ
- 2015年04月12日 ： 名古屋HEART LANDにてRisky Melodyと2マンライブ
- 2015年04月12日 ： 上野音横丁にてゲスト出演

## 作品

### シングル
- 1stマキシシングル「未来創」(2009年03月11日発売)
【XQET-1006】
  1. 未来創
  2. 閃き
  3. 砂模型
  4. 未来創（GAME Ver.）

- 2ndシングル「BLACK DIAMOND」
【H4M-005】
  1. Black Diamond

### アルバム
- 1stミニアルバム「S.O.W」（2009年11月24日発売）
【H4M-003】
  1. 〜雫〜
  2. Bet Fake
  3. sunday
  4. Black Diamond
  5. Tear Drop
  6. FREE HANDⅡ

- 2ndミニアルバム「Straight Flash」（2011年01月26日発売）
【H4M-005】
  1. Brand new departure
  2. Are you ready?
  3. Flash Back HIGH
  4. miss liar
  5. BLUE HEARTS

### FC限定CD
- 愛の歌/Crystal snow[注1 1][注2 1]
- ヒカリとカゲ[注1 2]

### コンピレーションアルバム
- Real Rode Original Sound Track〜Romantic Memories〜（2009年03月13日発売）
【MESC-0003】

### DVD
- OFFICIAL BOOTLEG（会場販売）
砂模型
Black　Diamond
regret
雫
tear drop
未来創
Are you ready?
Flash Back HIGH
miss liar
Free Hand Ⅲ
BLUE HEARTS
閃き

- 繋光（会場販売）
regret
Black Diamond
sunday
未来創
愛の歌
〜雫〜
Spin
閃き
Free Hand Ⅱ

## 出演

### タイアップ
- RealRode　PlayStation Ⅱ(未来創)
- RealRode　PlayStation Portable（Bland new departuer/未来創）
- DRAGON GATE プロレスリング、トマホークT.T.選手テーマソング（regret -TRANCE MIX-）
- 白黒アンジャッシュ エンディングテーマ（ヒカリとカゲ）
- アルタビジョン音楽番組「BEAT LINE TV.」エンディングテーマ（remember）
- pop'n music 18 せんごく列伝 (紅ノ桃/good-cool ft.Jouei flom 閃-4- AIM)

### カラオケ
- 未来創（DAM）
- 愛の歌（カラオケの鉄人）
- Crystal snow（カラオケの鉄人）

## 過去の活動
- Jouei：Chrono Sphere/FREE/YELLOW KING STAR/as.milk
- Hiz：KIZ-ETU/雫...Shizuku/Medical Trance Peach/glitz cafe/HANABI/SHU-2-AIM HIGH
- 東京太郎：Pastel Holic
- MANABU：OUTDRIVE
- 静流：VEIRL/PLEIADES/INTELLIGENT SEE THROUGH!/GRAND ZERO

## プロデュース
ULYSSES/KiKi13/BabyPinkTablet/Sleep slow/act♡eve